# Roadracing-VM 2024
Världsmästerskapen i Roadracing 2024 arrangeras av Internationella motorcykelförbundet och innehåller roadracingklasserna MotoGP, Moto2 och Moto3 i Grand Prix-serien. Därutöver har klasserna Superbike, Supersport, Supersport 300, Endurance, MotoE och Sidovagnsracing världsmästerskapsstatus. Till 2024 infördes också ett världsmästerskap där enbart kvinnor får delta, World WCR. VM-titlar delas ut till bästa förare och till bästa konstruktör.
| Världsmästare i roadracing 2024 | Världsmästare i roadracing 2024            | Världsmästare i roadracing 2024 |
| Klass                           | Mästare individuellt                       | Mästare konstruktörer           |
| ------------------------------- | ------------------------------------------ | ------------------------------- |
| MotoGP                          | Jorge Martín (Ducati)                      | Ducati                          |
| Moto2                           | Ai Ogura (Boscuscuro)                      | Kalex                           |
| Moto3                           | David Alonso (CFMoto)                      | CFMoto                          |
| Superbike                       | Toprak Razgatlıoğlu (BMW)                  | Ducati                          |
| Supersport                      | Adrián Huertas (Ducati)                    | Ducati                          |
| Supersport 300                  | Aldi Satya Mahendra (Yamaha)               | Kawasaki                        |
| Endurance                       |                                            |                                 |
| Sidvagn                         | Markus Schlosser/Luca Schmidt (LCR Yamaha) | -                               |
| MotoE                           | Héctor Garzó                               |                                 |
| WorldWCR (Damklassen)           | Ana Carrasco (Yamaha)                      | Yamaha                          |

## Grand Prix
Grand Prix-klasserna i roadracing är MotoGP, Moto2 och Moto3. De körs tillsammans under sammanhållna tävlingshelger. Från 2023 har också MotoE, klassen för elektriska motorcyklar, världsmästerskapsstatus. Den körs vid ett fåtal av Grand Prix-helgerna.

### Tävlingskalender
Tävlingskalendern för 2024 innehåller 20 Grand Prix, vilket är ett mer än 2023. Ursprungligen var det planerat att köra 22 Grand Prix, men Argentina ströks från kalendern. Ny deltävling är Kazachstans Grand Prix. Aragoniens Grand Prix återkommer efter ett års uppehåll. Den 29 maj medddelades att Indiens Grand prix inte skulle köras 2024 utan återkomma 2025. Kazachstans Grand Prix flyttades från juni till september på grund av kraftiga översvämningar i maj. Dock blev det inget race i Kazachstan, utan det ersattes med ett andra race på Misano under namnet Emilio-Romagnas Grand Prix. Slutligen drabbades Valencia av stora översvämningar och säsongens sista deltävling genomfördes i stället i Barcelona.
| Omgång | Datum        | Grand Prix     | Bana                           | Segrare Moto3      | Segrare Moto2    | Segrare MotoGP    |
| ------ | ------------ | -------------- | ------------------------------ | ------------------ | ---------------- | ----------------- |
| 1      | 10 mars ^1   | Qatar          | Losail                         | David Alonso       | Alonso López     | Francesco Bagnaia |
| 2      | 24 mars      | Portugal       | Portimäo                       | Daniel Holgado     | Arón Canet       | Jorge Martín      |
| 3      | 14 april     | Amerikas GP    | Circuit of the Americas        | David Alonso       | Sergio García    | Maverick Viñales  |
| 4      | 28 april     | Spanien        | Jerez                          | Collin Veijer      | Fermín Aldeguer  | Francesco Bagnaia |
| 5      | 12 maj       | Frankrike      | Le Mans Bugatti                | David Alonso       | Sergio García    | Jorge Martín      |
| 6      | 26 maj       | Katalonien     | Circuit de Barcelona-Catalunya | David Alonso       | Ai Ogura         | Francesco Bagnaia |
| 7      | 2 juni       | Italien        | Mugello Circuit                | David Alonso       | Joe Roberts      | Francesco Bagnaia |
| 8      | 30 juni      | TT Assen       | TT Circuit Assen               | Ivan Ortola        | Ai Ogura         | Francesco Bagnaia |
| 9      | 7 juli       | Tyskland       | Sachsenring                    | David Alonso       | Fermín Aldeguer  | Francesco Bagnaia |
| 10     | 4 augusti    | Storbritannien | Silverstone Circuit            | Ivan Ortola        | Jake Dixon       | Enea Bastianini   |
| 11     | 18 augusti   | Österrike      | Red Bull Ring                  | David Alonso       | Celestino Vietti | Francesco Bagnaia |
| 12     | 1 september  | Aragonien      | Motorland Aragón               | José Antonio Rueda | Jake Dixon       | Marc Márquez      |
| 13     | 8 september  | San Marino     | Misano                         | Angel Piqueras     | Ai Ogura         | Marc Márquez      |
| 14     | 22 september | Emilia-Romagna | Misano                         | David Alonso       | Celestino Vietti | Enea Bastianini   |
| 15     | 29 september | Indonesien     | Mandalika                      | David Alonso       | Arón Canet       | Jorge Martín      |
| 16     | 6 oktober    | Japan          | Twin Ring Motegi               | David Alonso       | Manuel González  | Francesco Bagnaia |
| 17     | 20 oktober   | Australien     | Phillip Island Circuit         | David Alonso       | Fermín Aldeguer  | Marc Márquez      |
| 18     | 27 oktober   | Thailand       | Chang International Circuit    | David Alonso       | Arón Canet       | Francesco Bagnaia |
| 19     | 3 november   | Malaysia       | Sepang                         | David Alonso       | Celestino Vietti | Francesco Bagnaia |
| 20     | 17 november  | Barcelona      | Circuit de Barcelona-Catalunya | David Alonso       | Arón Canet       | Francesco Bagnaia |

Noter:
- ^1  - Kvällsrace i elljus.

### Poängräkning
De 15 främsta i varje Grand Prix-race får poäng enligt tabellen nedan. Alla race räknas.
| Plats | 1  | 2  | 3  | 4  | 5  | 6  | 7 | 8 | 9 | 10 | 11 | 12 | 13 | 14 | 15 |
| ----- | -- | -- | -- | -- | -- | -- | - | - | - | -- | -- | -- | -- | -- | -- |
| Poäng | 25 | 20 | 16 | 13 | 11 | 10 | 9 | 8 | 7 | 6  | 5  | 4  | 3  | 2  | 1  |

I de kortare sprintracen på lördagen fördelas poängen sålunda:
| Plats | 1  | 2 | 3 | 4 | 5 | 6 | 7 | 8 | 9 |
| ----- | -- | - | - | - | - | - | - | - | - |
| Poäng | 12 | 9 | 7 | 6 | 5 | 4 | 3 | 2 | 1 |

## MotoGP

### Regeländringar
Flera justeringar av reglerna infördes till 2024. Systemet med förmåner för fabrikat som inte nått så stora framgångar ändrades, vilket bland annat gav Honda och Yamaha fler testdagar. Bränslet för MotoGP ska vara minst 40 % förnyelsebart och från 2027 100 % förnyelsebart. Första träningen på fredagen för Moto2 och Moto3 påverkar inte om föraren hamnar i den snabba eller långsamma kvalgruppen, precis som i MotoGP.

### Team och förare 2024
Den ende nye föraren är Moto2-mästaren Pedro Acosta. Pol Espargaró fick lämna som ordinarie förare och blev istället testförare för KTM 
Vad gäller teamen är det 2024 en större förändring. RNF MotoGP fick inte förnyat kontrakt. Deras plats, Aprilia-motorcyklar och förare togs över av det amerikanska teamet Trackhouse Racing.
Märkesteam
- Repsol Honda: Joan Mir fortsätter. Luca Marini från VR46 Ducati ersätter Marc Márquez som går till Gresini Ducati.
- Monster Yamaha: Fabio Quartararo fortsätter. Álex Rins från LCR Honda ersätter Franco Morbidelli som går till Pramac Ducati.
- Ducati Corse: Världsmästaren Franscesco Bagnaia fortsätter, liksom Enea Bastianini.
- Aprilia: Aleix Espargaró och Maverick Viñales fortsätter.
- KTM: Brad Binder och Jack Miller fortsätter.

Satellitteam
- LCR Honda: Taakaki Nakagami fortsätter. Johann Zarco från Pramac Ducati ersätter Álex Rins som går till Yamahas fabriksteam.
- Tech 3 Gasgas: Augusto Fernandez fortsätter. Moto2-världsmästaren Pedro Acosta ersätter Pol Espargaró som blir testförare för KTM.
- Pramac Ducati: Jorge Martín fortsätter. Franco Morbidelli från Monster Yamaha ersätter Johann Zarco som går till LCR Honda.
- Pertamina Enduro VR46 Racing Team (Ducati): Marco Bezzecchi forsätter. Fabio Di Giannantonio från Gresini Ducati ersätter Luca Marini som går till Repsol Honda.
- Trackhouse Racing (Aprilia): Miguel Oliveira och Raul Fernandez fortsätter.
- Gresini Racing (Ducati):  Álex Márquez fortsätter Marc Márquez från Repsol Honda ersätter Fabio Di Giannantonio som går till VR46 Ducati.

### Startlista MotoGP
| Nr | Förare                | Nation     | Team                              | Motorcykel | GP      | Anmärkning      |
| -- | --------------------- | ---------- | --------------------------------- | ---------- | ------- | --------------- |
| 1  | Francesco Bagnaia     | Italien    | Ducati Lenovo Team                | Ducati     | 1-      |                 |
| 5  | Johann Zarco          | Frankrike  | LCR Honda                         | Honda      | 1-      |                 |
| 6  | Stefan Bradl          | Tyskland   | HRC Test Team                     | Honda      | 4, 6, 9 | Wildcard        |
| 10 | Luca Marini           | Italien    | Repsol Honda                      | Honda      | 1-      |                 |
| 12 | Maverick Viñales      | Spanien    | Aprilia Racing                    | Aprilia    | 1-      |                 |
| 20 | Fabio Quartararo      | Frankrike  | Monster Energy Yamaha MotoGP      | Yamaha     | 1-      |                 |
| 21 | Franco Morbidelli     | Italien    | Prima Pramac Racing               | Ducati     | 1-      |                 |
| 23 | Enea Bastianini       | Italien    | Ducati Lenovo Team                | Ducati     | 1-      |                 |
| 25 | Raul Fernandez        | Spanien    | Trackhouse Racing                 | Aprilia    | 1-      |                 |
| 26 | Dani Pedrosa          | Spanien    | Red Bull KTM Factory Racing       | KTM        | 4       | Wildcard        |
| 30 | Takaaki Nakagami      | Japan      | LCR Honda                         | Honda      | 1-      |                 |
| 31 | Pedro Acosta          | Spanien    | Red Bull Gasgas Tech 3            | KTM        | 1-      |                 |
| 32 | Lorenzo Savadori      | Italien    | Aprilia Racing                    | Aprilia    | 4, 7, 8 | Wildcard        |
| 33 | Brad Binder           | Sydafrika  | Red Bull KTM Factory Racing       | KTM        | 1-      |                 |
| 36 | Joan Mir              | Spanien    | Repsol Honda Team                 | Honda      | 1-      |                 |
| 37 | Augusto Fernández     | Spanien    | Red Bull Gasgas Tech 3            | KTM        | 1-      |                 |
| 41 | Aleix Espargaró       | Spanien    | Aprilia Racing                    | Aprilia    | 1-      |                 |
| 42 | Álex Rins             | Spanien    | Monster Energy Yamaha MotoGP      | Yamaha     | 1-8,    |                 |
| 43 | Jack Miller           | Australien | Red Bull KTM Factory Racing       | KTM        | 1-      |                 |
| 44 | Pol Espargaró         | Spanien    | Gasgas Factory Racing Tech 3      | KTM        | 7       | Wildcard        |
| 49 | Fabio Di Giannantonio | Italien    | Pertamina Enduro VR46 Racing Team | Ducati     | 1-      |                 |
| 72 | Marco Bezzecchi       | Italien    | Pertamina Enduro VR46 Racing Team | Ducati     | 1-      |                 |
| 73 | Álex Márquez          | Spanien    | Gresini Racing MotoGP             | Ducati     | 1-      |                 |
| 87 | Remy Gardner          | Australien | Monster Energy Yamaha MotoGP      | Yamaha     | 9       | Ersatte 42 Rins |
| 88 | Miguel Oliveira       | Portugal   | Trackhouse Racing                 | Aprilia    | 1-      |                 |
| 89 | Jorge Martín          | Spanien    | Pramac Racing                     | Ducati     | 1-      |                 |
| 93 | Marc Márquez          | Spanien    | Gresini Racing MotoGP             | Ducati     | 1-      |                 |

### Resultat MotoGP
| Omgång | Bana                    | Segrare           | Segrarens mc | Tvåa              | Trea              | Pole position     | Snabbaste varv        | Segrare sprintrace | VM-ledare         |
| ------ | ----------------------- | ----------------- | ------------ | ----------------- | ----------------- | ----------------- | --------------------- | ------------------ | ----------------- |
| 1      | Losail                  | Francesco Bagnaia | Ducati       | Brad Binder       | Jorge Martín      | Jorge Martín      | Pedro Acosta          | Jorge Martín       | Francesco Bagnaia |
| 2      | Portimäo                | Jorge Martín      | Ducati       | Enea Bastianini   | Pedro Acosta      | Enea Bastianini   | Enea Bastianini       | Maverick Viñales   | Jorge Martín      |
| 3      | Circuit of the Americas | Maverick Viñales  | Aprilia      | Pedro Acosta      | Enea Bastianini   | Maverick Viñales  | Maverick Viñales      | Maverick Viñales   | Jorge Martín      |
| 4      | Jerez                   | Francesco Bagnaia | Ducati       | Marc Márquez      | Marco Bezzecchi   | Marc Márquez      | Francesco Bagnaia     | Jorge Martín       | Jorge Martín      |
| 5      | Le Mans Bugatti         | Jorge Martín      | Ducati       | Marc Márquez      | Francesco Bagnaia | Jorge Martín      | Enea Bastianini       | Jorge Martín       | Jorge Martín      |
| 6      | Catalunya               | Francesco Bagnaia | Ducati       | Jorge Martín      | Marc Márquez      | Aleix Espargaró   | Pedro Acosta          | Aleix Espargaró    | Jorge Martín      |
| 7      | Mugello                 | Francesco Bagnaia | Ducati       | Enea Bastianini   | Jorge Martín      | Jorge Martín      | Francesco Bagnaia     | Francesco Bagnaia  | Jorge Martín      |
| 8      | TT Circuit Assen        | Francesco Bagnaia | Ducati       | Jorge Martín      | Enea Bastianini   | Francesco Bagnaia | Francesco Bagnaia     | Francesco Bagnaia  | Jorge Martín      |
| 9      | Sachsenring             | Francesco Bagnaia | Ducati       | Marc Márquez      | Álex Márquez      | Jorge Martín      | Jorge Martín          | Jorge Martín       | Francesco Bagnaia |
| 10     | Silverstone             | Enea Bastianini   | Ducati       | Jorge Martín      | Francesco Bagnaia | Aleix Espargaró   | Aleix Espargaró       | Enea Bastianini    | Jorge Martín      |
| 11     | Red Bull Ring           | Francesco Bagnaia | Ducati       | Jorge Martín      | Enea Bastianini   | Jorge Martín      | Francesco Bagnaia     | Francesco Bagnaia  | Francesco Bagnaia |
| 12     | Motorland Aragón        | Marc Márquez      | Ducati       | Jorge Martín      | Pedro Acosta      | Marc Márquez      | Marc Márquez          | Marc Márquez       | Jorge Martín      |
| 13     | Misano                  | Marc Márquez      | Ducati       | Francesco Bagnaia | Enea Bastianini   | Francesco Bagnaia | Marc Márquez          | Jorge Martín       | Jorge Martín      |
| 14     | Misano                  | Enea Bastianini   | Ducati       | Jorge Martín      | Marc Márquez      | Francesco Bagnaia | Francesco Bagnaia     | Francesco Bagnaia  | Jorge Martín      |
| 15     | Mandalika               | Jorge Martín      | Ducati       | Pedro Acosta      | Francesco Bagnaia | Jorge Martín      | Francesco Bagnaia     | Francesco Bagnaia  | Jorge Martín      |
| 16     | Motegi                  | Francesco Bagnaia | Ducati       | Jorge Martín      | Marc Márquez      | Pedro Acosta      | Jorge Martín          | Francesco Bagnaia  | Jorge Martín      |
| 17     | Phillip Island          | Marc Márquez      | Ducati       | Jorge Martín      | Francesco Bagnaia | Jorge Martín      | Marc Márquez          | Jorge Martín       | Jorge Martín      |
| 18     | Chang                   | Francesco Bagnaia | Ducati       | Jorge Martín      | Pedro Acosta      | Francesco Bagnaia | Fabio Di Giannantonio | Enea Bastianini    | Jorge Martín      |
| 19     | Sepang                  | Francesco Bagnaia | Ducati       | Jorge Martín      | Enea Bastianini   | Francesco Bagnaia | Francesco Bagnaia     | Jorge Martín       | Jorge Martín      |
| 20     | Catalunya               | Francesco Bagnaia | Ducati       | Marc Márquez      | Jorge Martín      | Francesco Bagnaia | Marc Márquez          | Francesco Bagnaia  | Jorge Martín      |

### Mästerskapsställning MotoGP
Slutställning i förarmästerskapet efter 20 Grand Prix.
1. Jorge Martín, 508 p. Klar världsmästare efter sista racet.
2. Francesco Bagnaia, 498 p.
3. Marc Márquez, 392 p.
4. Enea Bastianini, 386 p.
5. Brad Binder, 217 p.
6. Pedro Acosta, 215 p.
7. Maverick Viñales, 190 p.
8. Álex Márquez, 173 p.
9. Franco Morbidelli, 173 p.
10. Fabio Di Giannantonio, 165 p.
11. Aleix Espargaró, 163 p.
12. Marco Bezzecchi, 153 p.
13. Fabio Quartararo, 113 p.
14. Jack Miller, 87 p.
15. Miguel Oliveira, 75 p.
16. Raúl Fernández, 66 p.
17. Johann Zarco, 55 p.

## Moto2

### Startlista Moto2
| Nr | Förare                 | Nation         | Team                            | Motorcykel | GP      | Anmärkning                  |
| -- | ---------------------- | -------------- | ------------------------------- | ---------- | ------- | --------------------------- |
| 3  | Sergio García          | Spanien        | MT Helmets MSI                  | Boscoscuro | 1-      |                             |
| 5  | Jaume Masiá            | Spanien        | Pertamina Mandalika GAS UP Team | Kalex      | 1-      |                             |
| 7  | Barry Baltus           | Belgien        | RW Racing GP                    | Kalex      | 1-      |                             |
| 9  | Jorge Navarro          | Spanien        | Forward Team                    | Forward    | 5,6     | Ersatte 11 Escrig, Wildcard |
| 10 | Diogio Moreira         | Brasilien      | Italtrans Racing Team           | Kalex      | 1-      |                             |
| 11 | Álex Escrig            | Spanien        | Forward Team                    | Forward    | 1-4, 6- |                             |
| 12 | Filip Salac            | Tjeckien       | Elf Marc VDS Racing             | Kalex      | 1,      |                             |
| 13 | Celestino Vietti       | Italien        | Red Bull KTM Ajo                | Kalex      | 1-4, 6- |                             |
| 14 | Tony Arbolino          | Italien        | Elf Marc VDS Racing Team        | Kalex      | 1-      |                             |
| 15 | Darryn Binder          | Sydafrika      | Liqui Moly Husqvarna Intact GP  | Kalex      | 1-      |                             |
| 16 | Joe Roberts            | USA            | American Racing                 | Kalex      | 1-      |                             |
| 17 | Daniel Muñoz           | Spanien        | Pertamina Mandalika GAS UP Team | Kalex      | 5-      | Ersatte 64 Bendsneyder      |
| 18 | Manuel González        | Spanien        | QJmotor Gresini Moto2           | Kalex      | 1-      |                             |
| 19 | Mattia Pasini          | Italien        | SpeedUp Racing                  | Boscoscuro | 6       | Wildcard                    |
| 20 | Xavi Cardelus          | Andorra        | Fantic Racing                   | Kalex      | 1-      |                             |
| 21 | Alonso López           | Italien        | SpeedUp Racing                  | Boscoscuro | 1-      |                             |
| 22 | Ayumu Sasaki           | Japan          | Yamaha VR46 Master Camp Team    | Kalex      | 1-      |                             |
| 24 | Marcos Ramírez         | Spanien        | American Racing                 | Kalex      | 1-      |                             |
| 28 | Izan Guevara           | Spanien        | Aspar Team                      | Kalex      | 1-      |                             |
| 32 | Marcel Schrötter       | Tyskland       | Red Bull KTM Ajo                | Kalex      | 8-9     | Ersatte 53 Öncü             |
| 34 | Mario Aji              | Indonesien     | Idemitsu Honda Team Asia        | Kalex      | 1-4, 6- |                             |
| 35 | Somkiat Chantra        | Thailand       | Idemitsu Honda Team Asia        | Kalex      | 1-      |                             |
| 43 | Xavier Artigas         | Spanien        | Forward Team                    | Forward    | 1-      |                             |
| 44 | Arón Canet             | Spanien        | Fantic Racing                   | Kalex      | 1-      |                             |
| 52 | Jeremy Alcoba          | Spanien        | Yamaha VR46 Master Camp Team    | Kalex      | 1-      |                             |
| 53 | Deniz Öncü             | Turkiet        | Red Bull KTM Ajo                | Kalex      | 1-7,    |                             |
| 54 | Fermín Aldeguer        | Spanien        | SpeedUp Racing                  | Boscoscuro | 1-      |                             |
| 64 | Bo Bendsneyder         | Nederländerna  | Pertamina Mandalika GAS UP Team | Kalex      | 1-4,    |                             |
| 71 | Dennis Foggia          | Italien        | Italtrans Racing Team           | Kalex      | 1-      |                             |
| 75 | Albert Arenas          | Spanien        | QJmotor Gresini Moto2           | Kalex      | 1-      |                             |
| 79 | Ai Ogura               | Japan          | MT Helmets MSI                  | Boscoscuro | 1-      |                             |
| 81 | Senna Agius            | Australien     | Liqui Moly Husqvarna Intact GP  | Kalex      | 1-      |                             |
| 84 | Zonta van der Goorberg | Nederländerna  | RW Racing GP                    | Kalex      | 1-      |                             |
| 96 | Jake Dixon             | Storbritannien | Aspar Team                      | Kalex      | 1-      |                             |

### Resultat Moto2
| Omgång | Bana                    | Segrare          | Segrarens mc | Tvåa            | Trea             | Pole position    | Snabbaste varv   | VM-ledare     |
| ------ | ----------------------- | ---------------- | ------------ | --------------- | ---------------- | ---------------- | ---------------- | ------------- |
| 1      | Losail                  | Alonso López     | Boscoscuro   | Barry Baltus    | Sergio García    | Arón Canet       | Arón Canet       | Alonso López  |
| 2      | Portimäo                | Arón Canet       | Kalex        | Joe Roberts     | Manuel González  | Manuel González  | Fermín Aldeguer  | Arón Canet    |
| 3      | Circuit of the Americas | Sergio García    | Boscoscuro   | Joe Roberts     | Fermín Aldeguer  | Arón Canet       | Alonso López     | Sergio García |
| 4      | Jerez                   | Fermín Aldeguer  | Boscuscuro   | Joe Roberts     | Manuel González  | Fermín Aldeguer  | Joe Roberts      | Joe Roberts   |
| 5      | Le Mans Bugatti         | Sergio García    | Boscoscuro   | Ai Ogura        | Alonso López     | Arón Canet       | Arón Canet       | Sergio García |
| 6      | Catalunya               | Ai Ogura         | Boscoscuro   | Sergio García   | Jake Dixon       | Sergio García    | Fermín Aldeguer  | Sergio García |
| 7      | Mugello                 | Joe Roberts      | Kalex        | Manuel González | Alonso López     | Joe Roberts      | Arón Canet       | Sergio García |
| 8      | TT Circuit Assen        | Ai Ogura         | Boscoscuro   | Fermín Aldeguer | Sergio García    | Fermín Aldeguer  | Sergio García    | Sergio García |
| 9      | Sachsenring             | Fermín Aldeguer  | Boscuscuro   | Jake Dixon      | Ai Ogura         | Celestino Vietti | Tony Arbolino    | Sergio García |
| 10     | Silverstone             | Jake Dixon       | Kalex        | Arón Canet      | Celestino Vietti | Ai Ogura         | Arón Canet       | Sergio García |
| 11     | Red Bull Ring           | Celestino Vietti | Kalex        | Alonso López    | Jake Dixon       | Celestino Vietti | Celestino Vietti | Sergio García |
| 12     | Motorland Aragón        | Jake Dixon       | Kalex        | Tony Arbolino   | Deniz Öncü       | Jake Dixon       | Jake Dixon       | Sergio García |
| 13     | Misano                  | Ai Ogura         | Boscoscuro   | Arón Canet      | Tony Arbolino    | Tony Arbolino    | Alonso López     | Ai Ogura      |
| 14     | Misano                  | Celestino Vietti | Kalex        | Arón Canet      | Tony Arbolino    | Arón Canet       | Celestino Vietti | Ai Ogura      |
| 15     | Mandalika               | Arón Canet       | Kalex        | Ai Ogura        | Alonso López     | Arón Canet       | Arón Canet       | Ai Ogura      |
| 16     | Motegi                  | Manuel González  | Kalex        | Ai Ogura        | Filip Salac      | Jake Dixon       | Manuel González  | Ai Ogura      |
| 17     | Phillip Island          | Fermín Aldeguer  | Boscuscuro   | Arón Canet      | Senna Agius      | Fermín Aldeguer  | Arón Canet       | Ai Ogura      |
| 18     | Chang                   | Arón Canet       | Kalex        | Ai Ogura        | Marcos Ramirez   | Ai Ogura         | Ai Ogura         | Ai Ogura      |
| 19     | Sepang                  | Celestino Vietti | Kalex        | Jorge Navarro   | Izan Guevara     | Jorge Navarro    | Celestino Vietti | Ai Ogura      |
| 20     | Catalunya               | Arón Canet       | Kalex        | Manuel González | Diogo Moreira    | Arón Canet       | Sergio García    | Ai Ogura      |

### Mästerskapsställning Moto2
Ställning i förarmästerskapet efter 18 av 20 Grand Prix.
1. Ai Ogura, 261 p. Klar världsmästare efter 18 Grand Prix.
2. Arón Canet, 201 p.
3. Sergio García, 179 p.
4. Fermín Aldeguer, 175 p.
5. Manuel González, 170 p.
6. Alonso López, 168 p.
7. Joe Roberts, 153 p.
8. Jake Dixon, 142 p.
9. Celestino Vietti, 140 p.
10. Tony Arbolino, 135 p.
11. Marcos Ramírez, 101 p.
12. Somkiat Chantra, 91 p.
13. Jeremy Alcoba, 79 p.
14. Albert Arenas, 76 p.
15. Senna Agius, 63 p.
16. Filip Salac, 61 p.
17. Diogo Moreira, 58 p.
18. Darryn Binder, 54 p.

## Moto3

### Startlista Moto3
| Nr | Förare             | Nation        | Team                           | Motorcykel | GP    | Anmärkning          |
| -- | ------------------ | ------------- | ------------------------------ | ---------- | ----- | ------------------- |
| 5  | Tatchakorn Buasri  | Thailand      | Honda Team Asia                | Honda      | 1-    |                     |
| 6  | Ryusei Yamanaka    | Japan         | MT Helmets MSI                 | KTM        | 1-    |                     |
| 7  | Filippo Farioli    | Italien       | SIC 58 Squadra Corse           | Honda      | 1-    |                     |
| 10 | Nicola Cararro     | Italien       | Levelup - MTA                  | KTM        | 1-    |                     |
| 12 | Jacob Roulstone    | Australien    | Red Bull Gasgas Tech3          | Gasgas     | 1-    |                     |
| 18 | Matteo Bertelle    | Italien       | Rivacold Snipers Team          | Honda      | 1-    |                     |
| 19 | Scott Ogden        | UK            | MLav Racing                    | Honda      | 1-    |                     |
| 21 | Vicente Perez      | Spanien       | Red Bull KTM Ajo               | KTM        | 1-4   | Ersatte 85 Zurutuza |
| 22 | David Almansa      | Spanien       | Rivacold Snipers Team          | Honda      | 1, 3- |                     |
| 24 | Tatsuki Suzuki     | Japan         | Liqui Moly Husqvarna Intact GP | Husqvarna  | 1-    |                     |
| 31 | Adrian Fernández   | Spanien       | Leopard Racing                 | Honda      | 1-    |                     |
| 36 | Angel Piqueras     | Spanien       | Leopard Racing                 | Honda      | 1-    |                     |
| 48 | Ivan Ortola        | Spanien       | MT Helmets MSI                 | KTM        | 1-    |                     |
| 54 | Riccardo Rossi     | Italien       | CIP Green Power                | KTM        | 1-    |                     |
| 55 | Noah Dettwiler     | Schweiz       | CIP Green Power                | KTM        | 1-    |                     |
| 58 | Luca Lunetta       | Italien       | SIC 58 Squadra Corse           | Honda      | 1-    |                     |
| 64 | David Muñoz        | Spanien       | BOE Motorsports                | KTM        | 1-    |                     |
| 66 | Joel Kelso         | Australien    | BOE Motorsports                | KTM        | 1-    |                     |
| 70 | Joshua Whatley     | UK            | MLav Racing                    | Honda      | 1-    |                     |
| 71 | Hamad Al Sahouti   | Qatar         | Rivacold Snipers Team          | Honda      | 2     | Ersatte 22 Almansa  |
| 72 | Taiyo Furusato     | Japan         | Honda Team Asia                | Honda      | 1-    |                     |
| 78 | Joel Esteban       | Spanien       | CFMoto Aspar Team              | CFMoto     | 1-    |                     |
| 80 | David Alonso       | Colombia      | CFMoto Aspar Team              | CFMoto     | 1-    |                     |
| 82 | Stefano Nepa       | Italien       | Levelup - MTA                  | KTM        | 1-    |                     |
| 85 | Xabi Zurutuza      | Spanien       | Red Bull KTM Ajo               | KTM        |       |                     |
| 93 | Arbi Aditama       | Indonesien    | Honda Team Asia                | Honda      | 6     | Wildcard            |
| 95 | Collin Veijer      | Nederländerna | Liqui Moly Husqvarna Intact GP | Husqvarna  | 1-    |                     |
| 96 | Daniel Holgado     | Spanien       | Red Bull Gasgas Tech3          | Gasgas     | 1-    |                     |
| 99 | José Antonio Rueda | Spanien       | Red Bull KTM Ajo               | KTM        | 1-    |                     |

### Resultat Moto3
| Omgång | Bana                    | Segrare            | Segrarens mc | Tvåa               | Trea               | Pole position      | Snabbaste varv     | VM-ledare      |
| ------ | ----------------------- | ------------------ | ------------ | ------------------ | ------------------ | ------------------ | ------------------ | -------------- |
| 1      | Losail                  | David Alonso       | CFMoto       | Daniel Holgado     | Taiyo Furusato     | Daniel Holgado     | Tatsuki Suzuki     | David Alonso   |
| 2      | Portimäo                | Daniel Holgado     | Gasgas       | José Antonio Rueda | Ivan Ortola        | José Antonio Rueda | Daniel Holgado     | Daniel Holgado |
| 3      | Circuit of the Americas | David Alonso       | CFMoto       | Daniel Holgado     | Angel Piqueras     | David Alonso       | Daniel Holgado     | Daniel Holgado |
| 4      | Jerez                   | Collin Veijer      | Husqvarna    | David Muñoz        | Ivan Ortola        | David Alonso       | Ryusei Yamanaka    | Daniel Holgado |
| 5      | Le Mans Bugatti         | David Alonso       | CFMoto       | Daniel Holgado     | Collin Veijer      | David Alonso       | Joel Esteban       | Daniel Holgado |
| 6      | Catalunya               | David Alonso       | CFMoto       | Ivan Ortola        | José Antonio Rueda | Ivan Ortola        | José Antonio Rueda | David Alonso   |
| 7      | Mugello                 | David Alonso       | CFMoto       | Collin Veijer      | Ryusei Yamanaka    | David Alonso       | Collin Veijer      | David Alonso   |
| 8      | TT Circuit Assen        | Ivan Ortola        | KTM          | Collin Veijer      | David Muñoz        | Angel Piqueras     | Adrián Fernández   | David Alonso   |
| 9      | Sachsenring             | David Alonso       | CFMoto       | Taiyo Furusato     | Ivan Ortola        | Collin Veijer      | Ivan Ortola        | David Alonso   |
| 10     | Silverstone             | Ivan Ortola        | KTM          | David Alonso       | Collin Veijer      | Ivan Ortola        | Adrian Fernandez   | David Alonso   |
| 11     | Red Bull Ring           | David Alonso       | CFMoto       | David Muñoz        | Daniel Holgado     | Ivan Ortola        | Tatsuki Suzuki     | David Alonso   |
| 12     | Motorland Aragón        | José Antonio Rueda | KTM          | Collin Veijer      | Luca Lunetta       | David Alonso       | José Antonio Rueda | David Alonso   |
| 13     | Misano                  | Angel Piqueras     | Honda        | Daniel Holgado     | Ivan Ortola        | David Alonso       | Angel Piqueras     | David Alonso   |
| 14     | Misano                  | David Alonso       | CFMoto       | Angel Piqueras     | Collin Veijer      | Taiyo Furusato     | Collin Veijer      | David Alonso   |
| 15     | Mandalika               | David Alonso       | CFMoto       | Adrián Fernández   | David Muñoz        | Ivan Ortola        | Daniel Holgado     | David Alonso   |
| 16     | Motegi                  | David Alonso       | CFMoto       | Collin Veijer      | Adrián Fernández   | Ivan Ortola        | David Alonso       | David Alonso   |
| 17     | Phillip Island          | David Alonso       | CFMoto       | Daniel Holgado     | Adrián Fernández   | Ivan Ortola        | Stefan Nepa        | David Alonso   |
| 18     | Chang                   | David Alonso       | CFMoto       | Luca Lunetta       | Collin Veijer      | Joel Kelso         | Luca Lunetta       | David Alonso   |
| 19     | Sepang                  | David Alonso       | CFMoto       | Taiyo Furusato     | José Antonio Rueda | Adrián Fernández   | David Alonso       | David Alonso   |
| 20     | Catalunya               | David Alonso       | CFMoto       | Daniel Holgado     | Angel Piqueras     | David Alonso       | Daniel Holgado     | David Alonso   |

### Mästerskapsställning Moto3
Ställning i förarmästerskapet efter 18 av 20 Grand Prix.
1. David Alonso, 371 p. Klar världsmästare efter 16 deltävlingar.
2. Daniel Holgado, 236 p.
3. Collin Veijer, 225 p.
4. Ivan Ortola, 204 p.
5. David Muñoz, 162 p.
6. Adrian Fernandez, 153 p.
7. Angel Piqueras, 137 p.
8. José Antonio Rueda, 129 p.
9. Joel Kelso, 124 p.
10. Ruysei Yamanaka, 111 p.
11. Tayio Furusato, 108 p.
12. Luca Lunetta, 106 p.
13. Tatsuki Suzuki, 88 p.
14. Stefano Nepa, 85 p.
15. Jacob Roulstone, 53 p.
16. Matteo Bertelle, 49 p.
17. Joel Esteban, 45 p.